# Condado de Sobrarbe
El condado de Sobrarbe era uno de los antiguos condados pirenaicos que formaron juntos la Marca Hispánica, dependiente del Imperio carolingio. Surgido en la Edad Media con la Reconquista, el condado de Sobrarbe se formó en torno a la parte alta del valle del Cinca y se extendió hasta el siglo XI, cuando se unió definitivamente al reino de Aragón. Sus límites se corresponden con la actual comarca del Sobrarbe.
El estudio de este condado es difícil dado el escaso número de noticias que se han transmitido sobre su historia.

## Historia

### Orígenes

Marca Hispánica.

Entre 714 y 718 el alto valle del Cinca había sido sometido por los conquistadores musulmanes, pese a ello los habitantes cristianos, que ahora dependían del valí de Huesca, conservaron sus propiedades, sus leyes y sus gobernantes locales.
El origen el condado de Sobrarbe, históricamente conocido como Reino de Sobrarbe, está envuelto en leyendas. Según una de ellas, Garci Ximénez, un noble vascón establecido entre el Cinca y el Gállego, se rebeló en el año 724 contra el poder musulmán y antes de iniciarse la lucha se le apareció una cruz roja encima de una carrasca. Una leyenda popular cuenta que el nombre de Sobrarbe procedería de este relato: sobre + arbre (sobre el árbol) y su escudo lo recoge como símbolo. Aunque la teoría más lógica y que es la aceptada por los estudiosos de la historia de Sobrarbe y Aragón  señala a la Sierra de Arbe que es la frontera natural entre las comarcas oscenses del Somontano y el Sobrarbe como origen del nombre.
Tomando como referencia ese elemento geográfico se entiende la evolución del antiguo topónimo "Supra Arbe" que significa "más allá o por encima de la Sierra de Arbe" hasta el nombre actual de Sobrarbe. 
Poco antes del año 781, aprovechando los enfrentamientos entre musulmanes, tuvo lugar una nueva rebelión por un jefe local, Galindo Belascontenes, quien controla entonces el alto valle del Cinca al este, la sierra de Olsón al sur, Serrablo (alrededor de Las Bellostas) al oeste y la depresión del Ara al norte. Los lugares más importantes como Aínsa y Boltaña seguían bajo dominio musulmán.

### El establecimiento de un condado carolingio

El escudo de Sobrarbe, una cruz de gules sobre un árbol, es legendario pues no apareció hasta fines del siglo XV, cuando una interpretación acerca de los míticos orígenes de Sobrarbe se incorporó a los tres emblemas que habían representado al reino de Aragón (las barras de oro y gules, la Cruz de Íñigo Arista y la Cruz de Alcoraz como uno de los cuarteles que conformarían el escudo de Aragón.

Los francos carolingios intentaban asimismo establecerse al sur de los Pirineos. En 797, el duque de Aquitania Luis, hijo de Carlomagno, atravesó los Pirineos pero fracasó en su misión delante de Huesca. Sin embargo, se instaló un conde carolingio llamado Aureolo con varios hombres y el apoyo de Galindo Belascotenes fundaron el condado de Aragón. Es posible que también dominaran el Sobrarbe (al sur, en las montañas entre Buil, Las Bellostas y Matidero, alrededor de Boltaña), pero apenas hay fuentes escritas que lo avalen.
Hacia el 806, el Sobrarbe, el valle de Gistau y la Ribagorza pasaron a encontrarse bajo dominio del condado de Tolosa. Desde el punto de vista religioso, la región pertenecía a la diócesis de Urgel.
Con la muerte de Aureolo en 809, el gobernador musulmán de Zaragoza y Huesca Amrus ibn Yusuf recuperó las posiciones perdidas en el Sobrarbe. Una nueva expedición carolingia que fracasó delante de Huesca permitió al menos recuperar estos territorios en 812.

### El condado en el Aragón independiente
Sin embargo, las tensiones aumentaban entre los señores cristianos. Las Genealogías de Roda explican que entre 812 y 820, Aznar Galíndez entró en conflicto abierto con la familia de Galindo Belascotenes. El hijo de este último, García Galíndez, se alió en 820 con el rey de Pamplona Íñigo Arista y los señores musulmanes contra Contulfe, hijo de Aznar Galíndez, sometiéndolo en 820.
García Galíndez, quien se había convertido en el gobernador de Aragón, se rebeló contra la autoridad carolingia. En 824 aportó su sustento al rey de Pamplona, amenazado por una expedición carolingia encabezada por los condes Elbe y Aznar. Con la ayuda del poderoso señor musulmán Musa ibn Fortún consiguió librarse de los carolingios.

### La vuelta al dominio musulmán
Con la muerte de García I en 833, el condado de Aragón pasó a su hijo Galindo Garcés. En 840 Galindo Garcés atacó Huesca sin éxito y después fue sometido por el emir de Córdoba Abderramán II en 842.
La relativa autonomía de los habitantes del Sobrarbe fue reducida en 907 o 908 por el gobernador musulmán de Huesca Muhammad al-Tawil, quien saqueó una parte del territorio y la sometió a su autoridad, incorporándolo a la cora de la Barbitania.

### El condado de Sobrarbe en la Ribagorza
En 916, el conde Ramón I de Ribagorza y Pallars reconquistó el norte del Sobrarbe y favoreció la repoblación de la región. Es de por entonces de cuando dataría la fundación del monasterio de San Pedro de Castillán, en Las Valles, en la margen occidental de Ara. Posteriormente, el norte del Sobrarbe pasó al hijo de Ramón I, Bernardo I de Ribagorza.
En 922 murió el conde de Aragón Galindo II Aznárez sin heredero varón y su herencia se dividió entre sus dos hijas: Andregoto Galíndez aportó el Aragón propiamente dicho al rey de Pamplona García II, mientras que Toda aportó el Sobrarbe meridional a su esposo el conde de Ribagorza Bernardo I. El Sobrarbe estaba por tanto completamente reunido bajo las manos de los condes de Ribagorza.

### La dominación pamplonesa
Tras haber recuperado el condado de Aragón en 922, el rey de Pamplona Sancho Garcés I marchó por primera vez hacia el Sobrarbe en 924. Bajo la amenaza de un ataque musulmán en territorio pamplonés, tuvo que renunciar a sus proyectos.
Parece que el conde de Aragón Fortún Jiménez era vasallo del rey de Pamplona, quien dirigiría las expediciones militares posteriores. Con certeza, el Sobrarbe se sometió antes del 959, puesto que en esta fecha el monasterio de San Juan de Matidero fue visitado por Fortún Jiménez y el rey García II. Los prelados ribagorzanos obtuvieron del mismo modo la extensión de su diócesis hacia 950.
Únicamente las partes más orientales del Sobrarbe permanecieron de la misma manera bajo dominio del conde de Ribagorza hasta el siglo XI. En cuanto a la parte baja del valle del Cinca, alrededor de El Grado, Samitier y Aínsa, permaneció bajo dominio musulmán. En 1006 una armada dirigida por Abd al-Malik, el hijo del emir Almanzor, asoló de nuevo la región, siendo destruido Binueste y los monjes de Matidero huyeron. Aprovechando la prematura muerte de Guillermo II de Ribagorza en 1017, los musulmanes reconquistaron una parte de la Ribagorza vecina.

El rey de Pamplona Sancho Garcés III, con la ayuda de los sobrarbenses, reaccionó inmediatamente y retomó el valle del Cinca ese mismo año. Asimismo, sometió al conde Silo, que se había hecho un territorio alrededor de Boïl, y añadió la Ribagorza a los derechos hereditarios de su esposa Muniadona de Castilla. Se adueñó del Sobrarbe y de la mayor parte de la Ribagorza. Es con su reinado cuando el condado comenzó a desarrollarse, se reconquistó la parte inferior del valle del Cinca y el territorio se reorganizó en tenencias (distritos militares) constituidos alrededor de los castillos de Boïl, Boltaña, Morillo de Monclús y Troncedo, con el fin de proteger la parte alta del valle. El monasterio de San Victorián, el principal del condado, se desarrolló y el obispo de Ribagorza, Borell, participó en el trabajo de refundación de iglesias, como en Puértolas en 1019. Finalmente el Sobrarbe se elevó al nivel de diócesis, dentro de los límites del actual arciprestazgo.

La partición del reino de Pamplona a la muerte de Sancho Garcés III.

### Independencia y unión al reino de Aragón
Antes de morir en 1035, Sancho Garcés III redactó su testamento, por el cual la mayor parte del reino se transmitió a García Sánchez III, quien obtuvo Pamplona, Álava y gran parte de Castilla. La administración de los otros territorios dejados a sus otros hijos fue: una parte de Castilla para Fernando I, Aragón para Ramiro I y Sobrarbe y Ribagorza para Gonzalo I.
Los hermanos de García Sánchez III, que no aguantaban ser meros condes vasallos de su hermano, decidieron tomar el título de rey, pasando por tanto Gonzalo a ser el primer rey de Sobrarbe y Ribagorza. Su reinado fue breve, dado que fue asesinado el 26 de junio de 1043, 1044 o 1045 en Morillo de Monclús. Ramiro I heredó su reino, siendo definitivamente incorportados al reino de Aragón estos territorios. Los sucesores de Ramiro I no portaron el título de reyes o condes de Sobrarbe.